# Серавољија (Фрозиноне)
Серавољија је насеље у Италији у округу Фрозиноне, региону Лацио.
Према процени из 2011. у насељу је живело 84 становника. Насеље се налази на надморској висини од 405 м.